# Kian Lawley
Kian Robert Lawley, né le 2 septembre 1995 à Sioux City, Iowa, est un acteur et vidéaste web américain.

## Biographie
Lawley est né le 2 septembre 1995 à Sioux City, Iowa et a déménagé à San Clemente, Californie à l'âge de 5 ans. Il a des frères et sœurs nommés Isabelle, Rio, Cole et Tabatha.

## Vie privée
Lawley est en couple avec l'influenceuse des médias sociaux Ayla Woodruff,.

## Filmographie

### Cinéma
- 2015 : The Chosen : Cameron
- 2016 : Shovel Buddies (en) : Dan
- 2016 : Boo! A Madea Halloween : Bean Boy
- 2017 : Le Dernier Jour de ma vie (Before I Fall) : Rob Cockran
- 2018 : Monster Party (en) : Elliot Dawson

### Télévision
- 2017 : H8TERS : Frank
- 2017 : Guilty Party : Jake
- 2017 – 2019 : Zac & Mia (en) : Zac Meier
- Depuis 2020 : Perfect Commando (en) : Vantaa "Van" Hamilton